# Bernd Rudow
Bernd Rudow (* 31. Dezember 1947 in Wittenberge) ist ein deutscher Psychologe und Arbeitswissenschaftler.

## Leben
Nach dem Abitur 1966 an der Erweiterten Oberschule Wittenberge (heute Marie-Curie-Gymnasium) nahm Bernd Rudow 1968 das Studium der Psychologie an der Humboldt-Universität zu Berlin auf, das er 1972 als Diplom-Psychologe mit dem Schwerpunkt Arbeits- und Ingenieurpsychologie abschloss. Im Anschluss daran lehrte und forschte Bernd Rudow bis 1976 an der Deutschen Hochschule für Körperkultur Leipzig (DHfK) zu Themen der Sportpsychologie, besonders zur Spielintelligenz und zur Eignungsdiagnostik.
An der Universität Leipzig, Institut für Arbeitsmedizin, begann Bernd Rudow 1976 mit der Forschung zum Stress, die in den folgenden Jahren zur Belastungs-, Beanspruchungs- und Gesundheitsforschung in mehreren Berufen (Lehrkräfte, Erzieherinnen, Sozialarbeiter, Straßenbahn- und Omnibusfahrer, Montagearbeiter u. a. m.) ausgebaut wurde.
1981 ging er an die Akademie der Pädagogischen Wissenschaften der DDR in Berlin. Hier war er bis 1988 in der pädagogisch-medizinischen Forschung vorrangig mit dem Thema „Lehrertätigkeit und Lehrergesundheit“ beschäftigt.
1980 wurde Bernd Rudow an der Technischen Universität Dresden, Sektion Arbeitswissenschaften, zum Dr. rer. nat. promoviert. 1986 folgte die B-Promotion (entsprach der Habilitation) an der Universität Leipzig, Sektion Psychologie. 1988 erging der Ruf an die Universität Leipzig zum Hochschullehrer für Pädagogische Psychologie.
Nach der Flucht aus der DDR im Mai 1988 nahm Bernd Rudow die Tätigkeit an der Universität Mannheim auf. Hier fanden im Jahre 1990 die Umhabilitation und die Ernennung zum Privatdozenten für Psychologie statt. Dann folgten Tätigkeiten als Gastprofessor, Wissenschaftlicher Mitarbeiter oder Lehrbeauftragter an den Universitäten Koblenz-Landau, Bonn, Heidelberg, Augsburg und Zürich (Schweiz) und Tampa (USA).
1995 nahm Bernd Rudow den Ruf auf eine C3-Professur für Arbeitswissenschaften an der Hochschule Merseburg an (Emeritierung 2013). Seitdem ist er vor allem in der angewandten Forschung tätig. Hier kooperierte er mit zahlreichen Unternehmen und Organisationen, z. B. mit Flughafen Frankfurt AG (Fraport), MVV Mannheim AG, Gewerkschaft Erziehung und Wissenschaft, Krankenkassen (DAK, TK) Adam Opel AG und mit der Volkswagen AG.
Aus der jahrelangen Kooperation mit der Volkswagen AG ist das M4-Institut (Mensch-Maschine-Medium-Management) hervorgegangen, das er von 2003 bis 2012 leitete. Zudem gründete Bernd Rudow schon 1992 in Mannheim das Institut für Gesundheits- und Organisationsmanagement (kurz: IGO Prof. Dr. Rudow). Hier ist er bis heute Direktor. Darüber hinaus arbeitet er gegenwärtig als Dozent an mehreren Hochschulen.

## Schwerpunkte
Die Lehrgebiete umfassen Arbeitswissenschaften, Verhaltenswissenschaften für Ingenieure und Betriebswirte, Wirtschaftspsychologie für Betriebswirte, Arbeits- und Ingenieurpsychologie für Wirtschaftsingenieure, Arbeits- und Organisationsmanagement, Bildungsmanagement und empirische Forschungsmethoden für Kita-Leitungskräfte. Ferner führt er Seminare oder Workshops zum Stress- und Burnout-Management, zum Arbeitsschutz, zur Kommunikation, Rhetorik und Präsentation, zum Konfliktmanagement sowie Mobbing und zur Suchtproblematik im Betrieb.
Bei der Durchführung der interdisziplinären Projekte arbeitete er vor allem mit der TU Chemnitz (Arbeitswissenschaft, Fabrikplanung), der Universität Oldenburg (Gesundheitspsychologie), der Universität Kassel (Wirtschaftsinformatik), der Humboldt-Universität zu Berlin (Ingenieurpsychologie) und der Universität Münster (Erziehungswissenschaften) zusammen. 
Bernd Rudow leitete bzw. leitet gegenwärtig u. a. folgende Forschungsprojekte:
- Arbeitsschutz und psychische Belastungen bei Lehrern (Auftraggeber: GEW Baden-Württemberg und Max-Traeger-Stiftung)
- Arbeitsschutz und psychische Belastungen bei Erzieherinnen (Auftraggeber: GEW Baden-Württemberg, Max-Traeger-Stiftung, Hans-Böckler-Stiftung, Bundesverband der Betriebskrankenkassen)
- Arbeitsgestaltung und Stressmanagement bei leistungsgewandelten Mitarbeitern in der Automobilindustrie (Auftraggeber: VW AG)
- Belastungen und Belastungsmanagement im Motorsport (Auftraggeber: VW-Motorsport GmbH)
- Steuerungs- und Informationssysteme in der Automobilindustrie (Auftraggeber: VW AG)
- Kompetenz- und Wissensmanagement in der Automobilindustrie (Auftraggeber: VW AG)

## Ehrungen
- Forschungs- und Innovationspreis der Hochschule Merseburg (2004)

## Veröffentlichungen
Aus ca. 120 wissenschaftlichen Publikationen und diversen Projektberichten sind folgende, die ausgewählte Forschungsschwerpunkte widerspiegeln, hervorzuheben:
- Beruf Erzieherin/Erzieher – mehr als Spielen und Basteln. Arbeits- und organisationspsychologische Aspekte. Waxmann Verlag Münster & New York 2017, ISBN 978-3-8309-3703-6.
- Belastungen von Erzieherinnen in der Arbeit an der Schule (Berliner Modellprojekt). Im Auftrag der Max-Traeger-Stiftung. GEW Berlin 2015.
- Die gesunde Arbeit. Psychische Belastungen, Arbeitsgestaltung und Arbeitsorganisation. Vollständig überarbeitete, erweiterte 3. Auflage. De Gruyter Oldenbourg Verlag, Berlin / München / Boston 2014, ISBN 978-3-486-71949-9.
- mit H.-Ch. Heidecke (Hrsg.): Betriebliche Informationssysteme in der Automobilproduktion. De Gruyter Oldenbourg Verlag, Berlin / München 2014, ISBN 978-3-486-73083-8.
- Kompetenz- und Wissensmanagement in der Automobilproduktion – Forschungsstand und Perspektiven. In: Volkswagen AG / AutoUni (Hrsg.): Die Komponente – Zukunftssicherung durch Kompetenz-Strategie. Wolfsburg 2014.
- Gefährdungsbeurteilung: Den Arbeits- und Gesundheitsschutz im Erziehungswesen stärken. In: Gute Arbeit. Zeitschrift für Gesundheitsschutz und Arbeitsgestaltung. 25, 4, 2013, ISSN 1860-0077, S. 18–21.
- mit W. Neubauer (Hrsg.): Trends in der Automobilindustrie. Entwicklungstendenzen – Betriebsratsarbeit – Steuer- und Fördertechnik – Gießereitechnik – Informationstechnologie. Oldenbourg Verlag, München 2012, ISBN 978-3-486-71527-9.
- Die gesunde Arbeit. Arbeitsgestaltung, Arbeitsorganisation und Personalführung. 2. überarbeitete Auflage. Oldenbourg Verlag, München 2011, ISBN 978-3-486-58482-0.
- Instrumente der Gesundheitsförderung. In: GEW (Hrsg.): Ratgeber Betriebliche Gesundheitsförderung im Sozial- und Erziehungsdienst. Frankfurt am Main, ISBN 978-3-939470-47-5, S. 27–34.
- Überlastung im Amt. Macht Soziale Arbeit krank? In: Sozialmagazin. Zeitschrift für Soziale Arbeit. 35, 4, 2010, ISSN 0340-8469, S. 10–22.
- Arbeitsschutz und psychische Belastungen. Arbeitsrecht im Betrieb. In: Zeitschrift für Betriebsratsmitglieder. 28, 8, 2007, ISSN 0174-1225, S. 470–475.
- Arbeitsschutz, Belastungen und Belastungsbewältigung bei Erzieherinnen. Projektbericht. Projektförderung durch Max-Traeger-Stiftung, Bundesverband der Betriebskrankenkassen und Hans-Böckler-Stiftung. Merseburg / Viernheim 2007.
- mit W. Neubauer, W. Krüger, Ch. Bürmann und L. Paeth: Die betriebliche Integration leistungsgewandelter Mitarbeiter. In: Arbeit. Zeitschrift für Arbeitsforschung, Arbeitsgestaltung und Arbeitspolitik. 16, 2, 2007, S, ISSN 0941-5025, S. 104–117.
- Stress and burnout in the teaching profession. European studies, issues and research perspectives. In: M. Hubermann, R. Vandenberge (Hrsg.): Teacher Burnout. Cambridge University Press, Cambridge / New York / Melbourne 2006, ISBN 0-521-02869-8, S. 38–58.
- Das gesunde Unternehmen. Gesundheitsmanagement, Arbeitsschutz und Personalpflege in Organisationen. Oldenbourg Verlag, München / Wien 2004, ISBN 3-486-27554-2.
- Der Arbeits- und Gesundheitsschutz im Lehrerberuf. Gefährdungsbeurteilung der Arbeit von Lehrerinnen und Lehrern. Süddeutscher Päd. Verlag, Ludwigsburg 1999, ISBN 3-922366-37-6.
- Die Arbeit des Lehrers. Zur Psychologie der Lehrertätigkeit, Lehrerbelastung und Lehrergesundheit. Huber Verlag, Bern / Göttingen / Toronto / Seattle 1994, ISBN 3-456-82380-0.
- Zur psychologischen Tätigkeitsanalyse im Lehrerberuf – Konzeption, Probleme und Ergebnisse. In: Zeitschrift für Arbeits- und Organisationspsychologie. 36, 3, 1992, ISSN 0932-4089, S. 137–144.
- mit K. Scheuch: Konzepte und Begriffe in der psychologischen Streßforschung – eine kritische Betrachtung aus tätigkeitstheoretischer Sicht. In Nederlands Tijdschrift voor de Psychologie. 37, 6, 1982, S. 361–382.
- Konzepte, Probleme und Ergebnisse psychologischer Belastungs- und Beanspruchungsforschung – dargestellt im Kontext von Lehrertätigkeit und Lehrergesundheit. Diss. (B) an math.-naturwiss. Fakultät der Universität Leipzig 1986 / Habilitationsschrift an Universität Mannheim 1989.
- Psychophysiologische Untersuchungen zum Streßproblem. Dissertation an math.-naturwiss. Fakultät der TU Dresden 1980.